# Баллан, Камаль
Камаль Баллан (араб. كمال بلان‎; 19 мая 1953, Эс-Сувайда — 16 апреля 2021, Москва) — сирийский композитор, поэт, хореограф, киноактёр.

## Биография
Камаль Баллан родился 19 мая 1953 года в Сирии, в городе Эс-Сувейда в музыкальной семье.
С самого детства Камаль Баллан играл на уде (арабская лютня), участвовал в художественном ансамбле и сочинял музыку.
После окончания школы Камаль отправился продолжать учёбу в СССР, где обучался в Ростовском инженерно-строительном институте (РИСИ).
В Ростове-на Дону он также прошёл краткий курс обучения в театре пантомимы Юрия Попова.
По окончании учёбы вернулся на родину, работал в строительной компании и продолжал совершенствоваться в игре на уде.
Через несколько лет, уже будучи известным на Востоке музыкантом, Камаль был направлен по контракту на работу в Россию.
Постоянно проживал в России с 1989 года, хорошо знал русскую культуру, писал стихи на арабском и русском языке, вёл блог «Дневник Русского Араба».
Более десяти лет Камаль руководит своей школой восточного танца и камерным оркестром арабской музыки.
Камаль Баллан не раз выступал в качестве солиста (уд) на сцене Концертного зала им. Чайковского и концертного зала «Филармония-2» с российскими симфоническими оркестрами.

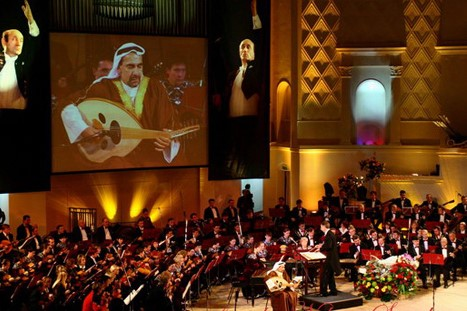
Выступление Камаля Баллана с национальным академическим оркестром им. Осипова

- Национальный академический оркестр народных инструментов России имени Н. П. Осипова
- Академический оркестр русских народных инструментов имени Н. Н. Некрасова ВГТРК.

Работал с известными и профессиональными музыкантами страны: Дживаном Гаспаряном, Анатолием Герасимовым, Ришадом Шафи, Гасаном Мамедовым, Вячеславом Горским, Сергем Вороновым , Владимиром Волковым, Аркадием Шилклопером, Алексом Ростоцким, Урием Парфёновым, Keshab Chauduri (tabla, Индия).
Принял участие в записи нескольких дисков, включая диск с Сергеем Пенкиным, Парфёновым и Ростоцким.
Также Камаль Баллан участвовал в создании музыкальных треков к нескольким российским кинофильмам («9 рота», «Турецкий гамбит», «Чужие»).

## Актёрские работы
- в телесериале «Родина» (2015), реж. П. Лунгин
- в фильме «Бармен» (2015), реж. Диана Штурманова
- в телесериале «Джуна», реж. В. Островский
- в телесериале «Спящие» (2 сезон), реж. Сергей Арланов

С конца 2016 года участвовал в спектакле «Волшебная лампа Аладдина» в Театриуме на Серпуховке под руководством Терезы Дуровой, в котором читал стихи на русском и арабском языках и на протяжении всего спектакля исполнял ведущую музыкальную партию, играя на арабской лютне.

## Другое
У Камаля Баллана была активная гражданская позиция.
Участник благотворительного фонда «РУССАР».